# 浙江大学校友列表
浙江大学校友列表列举曾毕业、任教于浙江大学的知名人物。

## 中央研究院院士
- 1948年当选　苏步青、竺可桢、罗宗洛、贝时璋、吴定良、马寅初、柳詒
- 1958年当选　吴健雄
- 1959年当选　李政道、王世中
- 1959年当选　顾毓琇
- 1968年当选　杨忠道、钱穆
- 1970年当选　项黼宸
- 1974年当选　周元燊
- 1978年当选　方怀时
- 1988年当选　郭晓岚

## 中国科学院和中国工程院院士
路甬祥（原中国科学院院长）、潘云鹤（现任中国工程院副院长）、贝时璋、蔡邦华、蔡昌年、蔡金涛、曹楚南、陈吉余、陈建功、陈力为、陈清如、陈述彭、陈望道、陈耀祖、陈宜张、陈蕴博、陈子元、陈左宁、陈剑平、程开甲、程民德、程孝刚、池志强、戴立信、丁仲礼、董石麟、杜庆华、冯纯伯、冯新德、干福熹、龚晓南、谷超豪、顾功叙、郭可信、韩祯祥、贺贤土、洪伯潜、洪孟民、侯虞钧、胡宁、胡海昌、胡和生、胡济民、胡乔木、黄宪、黄秉维、黄鸣龙、黄文虎、纪育沣、金国章、金鉴明、金庆焕、金善宝、李竞雄、李兰娟、李政道、李志坚、梁希、梁守槃、林俊德、林励吾、林祥棣、刘大钧、刘恢先、刘盛纲、刘守仁、楼之岑、卢鹤绂、卢嘉锡、陆熙炎、陆学善、吕敏、罗宗洛、麻生明、马叙伦、马寅初、毛汉礼、潘家铮、潘镜芙、阙端麟、竺可桢、裘法祖、钱令希、钱人元、钱三强、钱志道、邹元爔、岑可法、钱锺韩、钦俊德、任美锷、邵象华、沈昌祥、沈家骢、沈善炯、沈寅初、沈允钢、沈之荃、施教耐、施履吉、施雅风、石钟慈、苏步青、苏元复、孙优贤、谭其骧、谭建荣、谈家桢、唐孝威、涂长望、汪槱生、汪猷、汪胡桢、王序、王元、王葆仁、王淦昌、吴晗、吴浩青、吴健雄、吴硕贤、吴文俊、吴学蔺、吴征铠、吴中伦、吴祖垲、夏鼐、夏道行、向达、谢学锦、谢义炳、徐僖、徐承恩、徐光宪、吴孔明、徐世浙、徐元森、徐芝纶、许庆瑞、薛鸣球、杨福愉、杨奇逊、杨裕生、阳含熙、姚錱、叶培建、叶笃正、袁权、章名涛、张德庆、张嗣瀛、张友尚、张肇骞、张直中、张钟俊、赵九章、赵梓森、郑树森、支秉彝、周志炎、朱壬葆、朱位秋、朱祖祥、朱玉贤、庄逢辰

## 美国国家科学院及工程院院士
- 科学院：吴健雄、李政道、夏鼐、谈家桢、杨焕民、何胜洋

- 工程院：戴振铎

## 其他学术界
- 数学家：陈建功、苏步青、卢庆骏、程民德、夏道行、王元、谷超豪、胡和生、石钟慈、沈昌祥、丘成桐、杨忠道、林芳华、汪徐家、熊全治、周元燊、励建书、刘克峰
- 物理学家：李政道、胡刚复、王淦昌、何增禄、束星北
- 化学家：王璡、周厚复、吴征铠、卢嘉锡、徐光宪、王葆仁

## 政界
- 陈独秀 曾任中国共产党一大中央局书记，第二届、第三届中央执行委员会委员长，第四届、第五届中央委员会总书记
- 陈仪 中华民国陆军二级上将，台灣省行政長官，浙江省主席
- 陈布雷 曾任国民党中央宣传部副部长、国民党中央执行委员（相当于中央政治局委员）、国府委员、总统府国策顾问，代理国民党中央政治委员会秘书长
- 邵元冲 孙中山大元帅府代行秘书长，国民党青年部部长，立法院代理院长
- 黄郛 曾任北洋政府代理内阁总理，南京政府外交部长
- 蒋梦麟 国民政府教育部部长
- 胡乔木 1935年浙大外文系肄业，曾任中央政治局委员，中央书记处书记，中共中央副秘书长，人民日报社社长，新华社社长，中国社会科学院院长，中宣部常务副部长，中央文献研究室主任，中央党史研究室主任，新闻出版署署长，国务院学位委员会主任
- 夏衍 剧作家，社会活动家，文化大师，原文化部副部长
- 路甬祥 全国人大常委会副委员长，中国科学院院长
- 谢旭人 中华人民共和国财政部部长
- 潘云鹤 中国工程院常务副院长、党组副书记（正部级）
- 竺延风 吉林省委常委、省委副书记，东风汽车公司董事长、党委书记
- 袁荣祥 福建省委常委、福州市委书记
- 丁仲礼 中国科学院副院长，民盟中央主席，十三届全国人大常委会副委员长
- 钟山 商务部部长
- 茅临生 浙江省副省长
- 金德水 浙江省副省长
- 郑继伟 浙江省副省长
- 章新胜 联合国教科文组织执行局主席，教育部副部长
- 朱孝清 最高人民检察院副检察长
- 蒲长城 国家质量监督检验检疫总局副局长
- 吕新华 外交部副部长
- 仇保兴 建设部副部长，中纪委委员
- 何亚非 外交部副部长
- 倪健民 中华全国总工会副主席、书记处书记
- 应勇 湖北省委书记 上海市长 最高人民检察院检察长
- 胡伟 海关总署副署长
- 董君舒 上海市委常委、纪委书记，中纪委委员
- 李强 国务院总理
- 王辉忠 浙江省委副书记
- 楼阳生 河南省委书记
- 刘锡荣 全国人大常委会法律委员会副主任委员，曾任中纪委副书记(正部级)
- 黄智权 全国人大常委会环境与资源保护委员会副主任委员，曾任江西省省长
- 王胜明 全国人大常委会法制工作委员会副主任委员
- 俞海潮 天津市政协副主席
- 张雨东 四川省政协副主席
- 刘奇 全国人大常委会秘书长
- 张家盟 浙江省人大常委会副主任
- 周国富 浙江省政协主席
- 王永昌 浙江省政协副主席
- 姚克 浙江省政协副主席
- 徐辉 浙江省政协副主席，民盟中央副主席
- 陈政立 民建中央副主席
- 倪邦文 团中央常委、组织部部长

## 企业界
- 王建宙 中国移动总裁、总经理
- 王天普 中国石化总裁
- 林初学 中国长江三峡工程开发总公司副总经理
- 张建中 中国东方航空股份有限公司副总经理
- 陶雄强 中国普天信息产业集团公司副总裁
- 史玉柱 巨人集团总裁
- 段永平 步步高总裁（2006年9月联合丁磊向浙大捐资4000万美元支持教育事业[永久]。其中包括丁磊个人的1000万美元和段永平个人及募集资金3000万美元。其时美元兑人民币汇率为7.92）[1]
- 黄峥 拼多多创始人
- 梁文锋 深度求索(DeepSeek)創始人和幻方量化聯合創始人

## 高校领导
- 黄达人 中山大学校长
- 杨光华 华东石油学院院长
- 张曦 浙江大学党委书记
- 滕锦光 香港理工大学校长

## 其他领域
- 张育林 国防科技大学校长（副大军区级）
- 沈志康 马兰核试验基地总工程师，少将
- 孙杨 男子游泳运动员，奥运冠军
- 紫金陈 推理作家
- 沧月 作家
- 伍声 DotA职业玩家和解说

## 曾于该校任教
| - 政治家黄郛-中国总理，摄行总统职务 - 政治家陈布雷-蒋介石侍从室主任 - 政治家陈独秀-中国共产党创始人、中央局书记 - 史地学家张其昀-教育部长，总统府资政，中国文化大学校长 - 军事理论家蒋百里-陆军上将 - 军事家周承菼-浙江都督，浙军总司令，国军陆军中将 - 军事家蒋尊簋-浙江都督 - 军事家史久光-民国将领 - 军事家李斐然-民国将领 - 新文化运动先驱夏衍 - 著名教育家蒋梦麟教育部长，行政院秘书长，国立北平大学校长 - 著名教育家许寿裳 - 著名教育家郑晓沧 - 著名教育家钱家治 - 著名教育家胡仁源 - 一代词宗夏承焘 - 著名画家丰子恺 - 杰出物理学家吴健雄 - 中国摩尔根遗传学家谈家桢 - 敦煌艺术研究家常书鸿 - 数学家苏步青 - 数学史家钱宝琮 - 生物物理学家贝时璋 - 书坛泰斗沙孟海 - 经济学家马寅初 - 气象学家竺可桢 - 国学大师马一浮 - 地质学家叶良辅 - 心理学家陈立 - 蚕学家孙本忠 | - 机械工程学家程孝刚 - 林学家梁希 - 农学家许璇 - 农学家丁振麟 - 林学家邵均 - 畜牧兽医学家虞振镛 - 农业昆虫学家祝汝佐 - 蚕业教育家葛敬中 - 农业昆虫学家周明牂 - 植物病理学家陈鸿逵 - 园艺学家吴耕民 - 土壤学家朱祖祥 - 导弹专家梁守槃 - 工程力学家钱令希 - 电工学家王国松 - 药用植物学家刘宝善 - 农艺学家卢守耕 - 人类学家吴定良 - 化学工程学家李寿恒 - 传染病学家王季午 - 昆虫学家蔡邦华 - 教育学家孟宪承 - 物理学家张绍忠 - 法学家李浩培 - 航空力学家范绪箕 - 生物动物学家蔡堡 - 植物生理学家罗宗洛，国立台湾大学第一任校长 - 小说家查良镛（金庸） - 电磁科学家孔金瓯 - 会计学家李志文 |